# Tallium-fluorid
A tallium-fluorid szervetlen vegyület, képlete TlF.

## Előállítása
Tallium-karbonát és tiszta hidrogén-fluorid reakciójával állítható elő:
{\displaystyle \mathrm {Tl_{2}CO_{3}+2\ HF\longrightarrow 2\ TlF+CO_{2}+H_{2}O} }

## Tulajdonságai
A tallium-fluorid fényes, fehér kristályokat alkot. Kristályszerkezete rombos (deformált kősó szerkezete van, mert a Tl+ két inert 6s2 elektronnal rendelkezik), a = 518,48; b = 609,80; c = 549,16(2) pm; Z = 4, tércsoport Pm2a. Nem higroszkópos. Tömény vizes oldata lúgos. Folyadékként sárga színű. Kissé elfolyósodik párás levegőben, de megszilárdul vízmentes alakban száraz levegőben. A többi tallium(I)-halogeniddel ellentétben nagyon jól oldódik vízben.

## Felhasználása
Fluortatalmú észterek gyártásánál használják.

## Fordítás
Ez a szócikk részben vagy egészben  a   Thallium(I)-fluorid című német Wikipédia-szócikk fordításán alapul.  Az eredeti cikk szerkesztőit annak laptörténete sorolja fel. Ez a jelzés csupán a megfogalmazás eredetét és a szerzői jogokat jelzi, nem szolgál a cikkben szereplő információk forrásmegjelöléseként.
Ez a szócikk részben vagy egészben  a   Thallium(I) fluoride című angol Wikipédia-szócikk ezen változatának fordításán alapul.  Az eredeti cikk szerkesztőit annak laptörténete sorolja fel. Ez a jelzés csupán a megfogalmazás eredetét és a szerzői jogokat jelzi, nem szolgál a cikkben szereplő információk forrásmegjelöléseként.